# Антипиха
Антипиха (рос. Антипиха) — станція Читинського регіону Забайкальської залізниці Росії, розташована на дільниці Заудинський — Каримська між станціями Чита II (відстань — 6 км) і Піщанка (3 км). Відстань до ст. Заудинський — 555 км, до ст. Каримська — 90 км.